# 非洲频道
非洲频道（英語：Channel Africa）是南非广播公司的国际广播频率。其前身为1966年成立的“RSA电台”，1992年10月1日改组为“非洲频道”。

## 概况
非洲频道的总部位于南非约翰内斯堡，内容涵盖南非及整个非洲的新闻资讯、文化、体育、公共事务等方面，以英语、法语、葡萄牙语、斯瓦西里语、洛兹语、齐切瓦语，通过短波、卫星和互联网向全球广播。其中短波和卫星信号可覆盖整个非洲大陆，网上广播可覆盖全球。